# Muscari commutatum
Il muscari a foglie strette (Muscari commutatum Guss.) è una pianta della famiglia delle Asparagacee, diffusa nel bacino del Mediterraneo.

## Descrizione
È una pianta geofita bulbosa con fusto alto 10–20 cm.

Le foglie sono strette e lunghe fino a 30 cm.

Presenta infiorescenze a racemo, con fiori globulari di colore tra l'azzurro e il viola. Fiorisce da marzo a maggio.

## Distribuzione e habitat
Questa specie è diffusa nel bacino del Mediterraneo centro-orientale.

In Italia è presente discontinuamente in Toscana, Lazio, Campania, Puglia, Basilicata, Calabria e Sicilia. Le popolazioni siciliane, circoscritte ai monti di Palermo (Bosco Carini e S. Martino), sono a state a lungo inquadrate come una entità distinta (Muscari lafarinae (Lojac.) Garbari); recenti studi hanno dimostrato che i caratteri morfologici che differenziavano le due specie (in particolare la larghezza delle foglie) sono da considerarsi semplicemente come variazioni naturali all'interno della medesima specie.